# Big Foot Mama
Big Foot Mama es una de las bandas de rock más populares de Eslovenia. La banda fue fundada por Robert Sršen (ex-bajista de la banda) y Jože Habula en Liubliana en 1990. La banda se empezó inicialmente como una banda de instituto que versionaba éxitos de rock'n'roll, aunque pronto comenzarían a escribir y grabar música original. La popularidad de la banda alcanzó su punto álgido con el lanzamiento de su tercer álbum de estudio, Tretja dimenzija (Tercera dimensión), en 1999, llegándo considerarse la banda de pop-rock de la década, rompiendo récords de venta y agotando entradas en algunas de las salas de conciertos más importantes de Liubliana, como Križanke y Tivoli Hall. También actuaron por toda Eslovenia desde clubes hasta festivales. 
En 2010, el grupo celebró su vigésimo aniversario con el estreno del documental Tist' dan v tednu (Ese día de la semana) y en 2022 celebraron sus treinta años en vivo en la Arena Stožice.

## Discografía

#### Álbumens de estudio
- Nova pravila (Nuevas reglas) - 1995
- Kaj se dogaja? (¿Qué está pasando?) - 1997
- Tretja dimenzija (Tercera dimensión) - 1999
- Doba norih (Era de los locos) - 2001
- 5ing - 2004
- Važno, da zadane (Siempre y cuando funcione) - 2007
- Izhod (Salida) - 2012
- Plameni v raju (Llamas en el paraíso) - 2018
- Akustika (Acústico) - 2021

#### Álbumes en vivo
- 15 let v živo z gosti (15 años en vivo (con invitados) - 2006
- Big Foot Mama 30 (en la Arena Stožice) - 2022

#### Álbum recopilatorio
- Big Foot Mama  - 2003
- Best of Big Foot Mama - 1990-2015

## Miembros de la banda

### Formación actual
- Grega Skočir (nacido el nueve de marzo de 1973) - voz, coros (1994 - hasta la actualidad)
- Alen Steržaj (nacido el cinco de junio de 1972) - bajo, coros (1991 - hasta la actualidad)
- Daniel Gregorič (nacido el veintíseis de mayo de 1974) - guitarra, coros (1994 - hasta la actualidad)
- Zoran Čalić (nacido el seis de mayo de 1973) guitarra, coros (2002 - hasta la actualidad)
- Jože Habula (nacido el ocho de julio de 1971) batería, coros (1990 - hasta la actualidad)

### Antiguos miembros
- Andrej Kos - voz, guitarra (1990 - 1994)
- Robert Sršen - bajo (1990)
- Miha Guštin (nacido el catorce de junio de 1971) - guitarra, coros (1990 - 2002)